# Kraljeva Sutjeska
Kraljeva Sutjeska (a veces Kraljevska Sutjeska, o simplemente Sutjeska o Sutiska, históricamente Trstivnica, en la tradición local Naše stolno misto) es un pueblo en el municipio de Kakanj, Bosnia y Herzegovina. El pueblo tiene un significado histórico y un rico patrimonio. Durante la Edad Media, solía ser la capital del estado bosnio medieval y un lugar donde se encontraba la corte principal de la dinastía real bosnia Kotromanić. El pueblo también se llamaba Trstivnica en las cartas oficiales del estado de esa época. Está situado en las faldas de la montaña Zvijezda. Un par de kilómetros por encima de Sutjeska, en dirección noreste en la montaña, se encontraba la histórica ciudad-fortaleza de Bobovac, que también era una sede real aislada de los monarcas bosnios.